# Gefängnisse in München

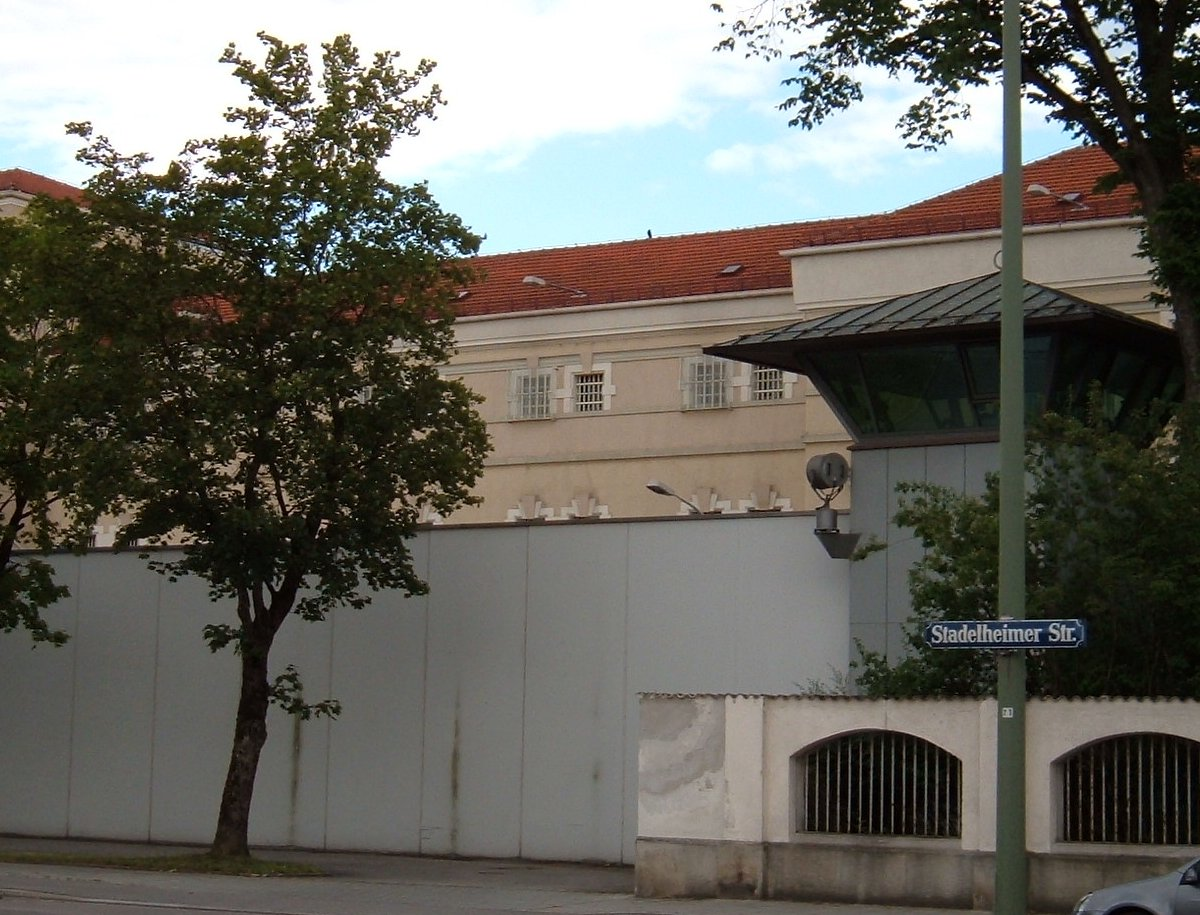
Justizvollzugsanstalt München („Stadelheim“): Haupteingang

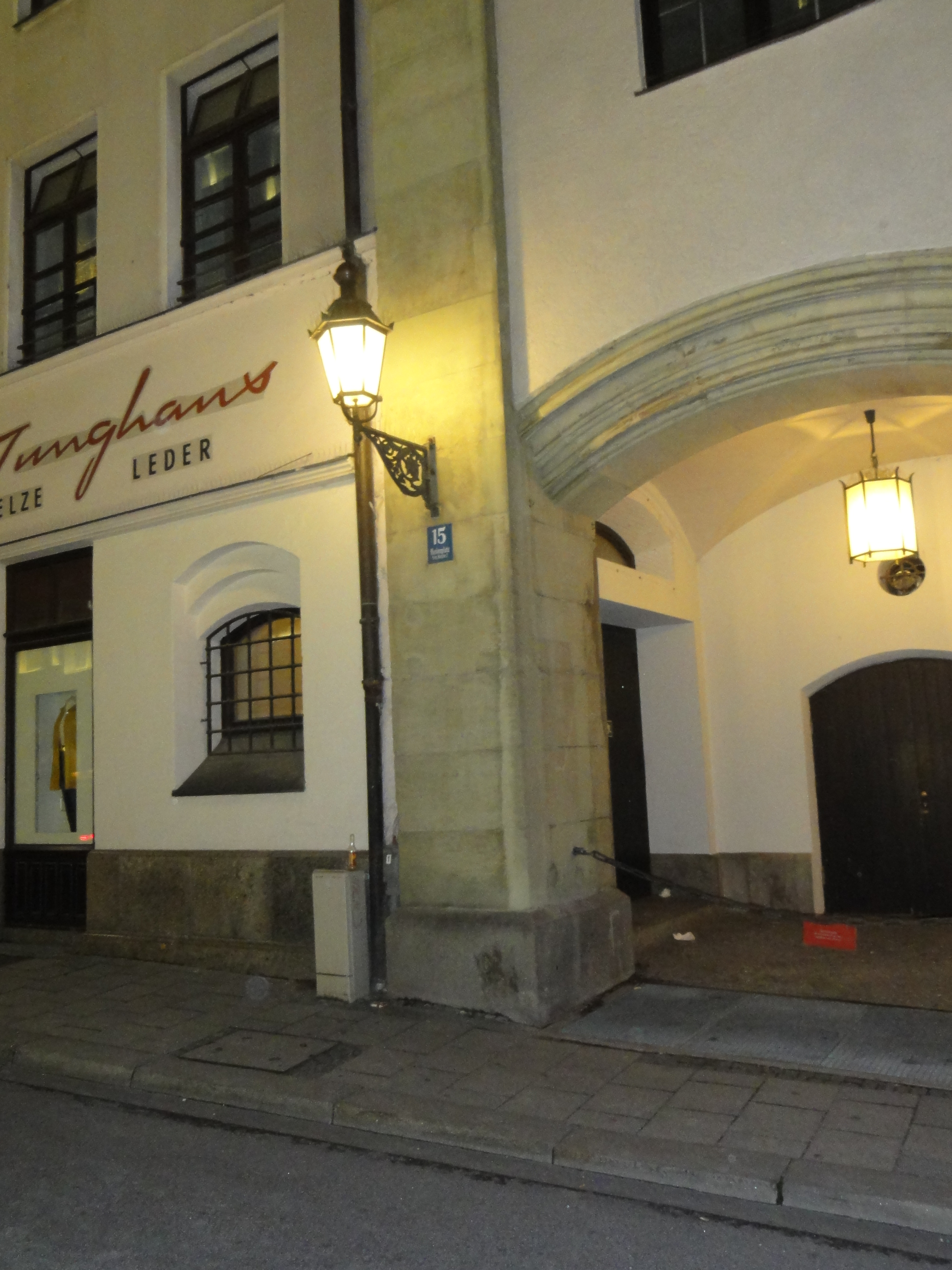
Ehem. Gefängnis der Nachtwächter („Narrenhäusl“) im damaligen Rathaus (Ecke Burgstraße)

Im Folgenden sind bestehende und historische Gefängnisse in München aufgeführt.
- Aktuell:
  - Justizvollzugsanstalt München („Stadelheim“) mit Außenstelle Schwarzenbergstraße 14 (Frauenabteilung und Jugendarrestanstalt; seit 2009)[2]
  - Polizeipräsidium München Ettstraße 2–4 (Haftanstalt)

- Historisch:
  - Altes Rathaus
  - Justizvollzugsanstalt Neudeck
    - königl. Zuchthaus Au-München bis 1. Juli 1901 (ehemaliges Kloster der Paulaner, 1901 abgerissen)[3] an nahezu derselben Stelle wie die Justizvollzugsanstalt Neudeck
    - Teil der Justizvollzugsanstalt München 1904 bis 2009 Frauen- und Jugendvollzug

  - Wittelsbacher Palais für die Gestapo in der Zeit des Nationalsozialismus[4]
  - Karzer der Ludwig-Maximilians-Universität München
  - Cornelius-Gefängnis (auch Gefängnis an der Baaderstraße)